# 李明泉
李明泉（1958年11月—），河北武安人，曾任中国人民解放军总装备部通用装备保障部车船局局长、总装通用装备保障部副部长、部长。

## 生平
2009年7月晋升少将军衔。

### 落马
2015年12月10日，中国人民解放军官方发布消息：总装通用装备保障部部长李明泉涉嫌违法犯罪，军事检察机关已对其立案侦查。